# Trpasličí spirální galaxie
Trpasličí spirální galaxie je trpasličí verze spirální galaxie. Označují se dS. Charakteristickým rysem trpasličích galaxií je malá svítivost, malý průměr (méně než 5 kpc), malý povrchový jas a malé vodíkové masy. Tyto galaxie mohou být zařazeny do podkategorie galaxií se slabým povrchovým jasem. Trpasličí spirální galaxie, hlavně trpasličí typy Sa-Sc spirálních galaxií, jsou dost vzácné. Naopak, trpasličí eliptické galaxie, trpasličí nepravidelné galaxie a trpasličí verze Sm typů galaxií (jsou přechodovým stadiem mezi spirální a nepravidelnou galaxií) jsou velmi časté.

## Poloha
Většina objevených trpasličích spirálních galaxií se nachází mimo kupy galaxií. Silné gravitační interakce mezi galaxiemi a mezihvězdným prostředím jsou důvodem zániku galaktického disku většiny trpasličích spirálních galaxií. Přesto bylo uvnitř Kupy galaxií v Panně a Kupy galaxií ve Vlasech Bereniky objeveno mnoho trpasličích spirálních galaxií.
Předpokládá se, že trpasličí spirální galaxie se mohou přeměnit na trpasličí eliptické galaxie, zejména v prostředí s hustými kupami.
Příkladem těchto galaxií jsou NGC 5474, NGC 247 nebo NGC 6503.